# Bányai János (irodalomtörténész)
Bányai János (Szabadka, 1939. november 20. – Újvidék, 2016. február 21.) magyar egyetemi tanár, író, irodalomtörténész, műkritikus, szerkesztő.

## Életpályája
Szülei Bányai János és Szitás Rózsa voltak. Általános iskolai tanulmányait Feketicsen járta ki. Középiskolai tanulmányait 1954–1958 között Szabadkán végezte el. Egyetemi tanulmányait az Újvidéki Egyetem magyar szakán végezte el 1959–1963 között. 1962-től az Indeks című újvidéki diáklap szerkesztője, majd a Képes Ifjúság című hetilap rovatvezetője volt. 1964–1984 között, valamint 1991-től az Újvidéki Egyetemen irodalomelméletet és esztétikát tanított.
1967–1969 között az Új Symposion főszerkesztője volt. 1976–1984 között a Híd folyóirat főszerkesztője volt. 1984–1987 között az újvidéki Forum Könyvkiadó felelős szerkesztője, 1987–1991 között pedig vezérigazgatója volt. 1993–tól az Újvidéki Egyetem hungarológiai szakának vezetőjeként is tevékenykedett. 1996–2000 között a Zombori Tanítóképző Kar, 1998-tól a Szegedi Tudományegyetem Bölcsészettudományi Kar, 2000-től a Belgrádi Egyetem Bölcsészettudományi Kara Magyar Tanszékének vendégtanára volt. 1998-tól a Széchenyi Irodalmi és Művészeti Akadémia tiszteletbeli tagja volt.

## Munkássága
Az első Symposion-nemzedék tagja volt. Első tanulmánykötetében (Bonyolult örömök) értelmezte az esszét, meghatározta a kritika szerepét, kijelölte kritériumait, majd elképzeléseit a gyakorlat mérlegére tette: mestereinek, kortárs szerb és horvát szerzők elméleti munkáit méltatta. Elveinek, szemléletének próbáját A szó fegyelme című tanulmánykötete jelentette: a modern vers művelőinek – Füst Milán, Weöres Sándor, Pilinszky János és Nemes Nagy Ágnes – költészetét elemezve bizonyította a szóközpontú poétikaszemléletének helytállóságát. Prózáját líraiság jellemezte.

## Művei
- Álarc felett a nyári nap; Forum, Novi Sad, 1961
- Bonyolult örömök (tanulmányok, 1964)
- Súrlódás (regény, 1969)
- A szó fegyelme (tanulmányok, 1972)
- Könyv és kritika, 1-2.; Forum, Újvidék, 1973–1977 (Symposion könyvek)
  - 1. 1973
  - 2. 1977
- B. Szabó György. 1920–1963; képvál. Bela Duranci, Kapitány László; Forum, Újvidék, 1978
- Könyv és kritika, 3-6.; Forum, Újvidék, 1973–2015 (Híd könyvtár)
  - 3. Talán így; 1995
  - 4. Költő(k), könyv(ek), vers(ek); 2010
  - 5. Író(k), könyv(ek), prózá(k). A–K; 2014
  - 6. Író(k), könyv(ek), prózá(k). L–Zs; 2015
- Kisebbségi magyaróra, 1-3.; Forum, Újvidék, 1996–2009
  - 1. Tanulmányok, kritikák; 1996
  - 2. A védett vesztes; 2006
  - 3. A felfedező. Tollvonások Bori Imre arcképéhez; 2009
- Hagyománytörés (tanulmányok, 1998)
- Mit viszünk magunkkal? (tanulmányok, kritikák, 2000)
- Egyre kevesebb talán. Tanulmányok, kritikák; Forum, Újvidék, 2003
- Zaštićeni gubitnik. Eseji i studije; ford. szerbre a szerző és Vickó Árpád; Adresa, Novi Sad, 2008 (Biblioteka Adresa)
- Különös effektusok. Képzőművészeti írások; vál., szerk. Faragó Kornélia; Forum, Újvidék, 2019

## Díjai
- Kritikusok díja (1972)
- Az irodalomtudományok doktora (1974)
- Szenteleky Kornél-díj (1975)
- Alföld-díj (1993)
- Híd-díj (1995, 1998, 2000)
- Az Év Könyve-díj (1999)
- Széchenyi professzor ösztöndíjas (1999-2002)
- Komlós Aladár-díj (2000)
- József Attila-díj (2001)
- Pro Literatura díj (2001)
- Nemes Nagy Ágnes-díj (2003)
- Déry Tibor-díj (2007)